# Джемаль Орхан Гейдарович
Орха́н Гейда́рович Джема́ль (12 листопада (?) 1966, Москва, СРСР — 31 липня 2018, поблизу Сібю, Кемо, ЦАР) — російський журналіст, один з засновників «Мусульманського союзу журналістів Росії».

## Життєпис
Народився 12 листопада 1966 року в Москві в родині Гейдара Джемаля і радикальної православної християнки.
У 1984 році вступив до Московського геологорозвідувальний інститут імені Серго Орджонікідзе. У 1985—1987 роках проходив службу в армії, в Мукачівській десантно-штурмової бригади. З 1988 року продовжив навчання в Московському геологорозвідувальному інституті. У тому ж році вступив на роботу на телебачення, де працював спочатку адміністратором, а потім режисером телепрограми «Здоров'я».
У 1990 році після закінчення інституту був за розподілом направлений на роботу в Якутську АРСР, де працював в «Якутгеології» на посаді начальника загону і заступника начальника партії до 1993 року. У 1994 році був одним з керівників Атласької картографічної експедиції, очолював загін, який проводив спелеологічну розвідку і об'ємне картування печер і підземних порожнин антропогенного походження.
З 1995 року працював в газетах «Вечірня Москва», «Вечірній кур'єр», «Незалежна газета», «Нова газета», «Версія» (в останніх двох очолював відділ політики), був оглядачем журналу «Русский Newsweek», співпрацював з рядом інших журналів та інтернет-видань. Працював на Північному Кавказі, в Південній Осетії, Афганістані, Іраку, Лівані, Сирії, Саудівській Аравії.
У 2000 році був одним з творців «Союзу релігійних журналістів», а в 2003 році — одним із творців «Мусульманського союзу журналістів Росії». У 2005 році став засновником і виконавчим директором Агентства журналістських розслідувань «Слідчий комітет» при Спілці журналістів Росії.
У 2003 році був визнаний кращим журналістом світу в жанрі «Travel» [ким?]. У 2005 році став фіналістом конкурсу на премію імені Артема Боровика.
Автор книги «Хроніки п'ятиденної війни» (2008 рік) про російсько-грузино-осетинський військовий конфлікт серпня 2008 року. Під час цієї війни Джемаль супроводжував батальйон «Схід». У 2008 році нагороджений громадською медаллю «За примус до миру».
З 2011 року працював спеціальним кореспондентом, оглядачем в газеті «Известия».
У ніч на 22 серпня 2011 року Орхан Джемаль був серйозно поранений в ногу з КПВТ, в Лівії, під час боїв за Триполі.
Часто брав участь як запрошений експерт в ток-шоу на різних російських телеканалах. Публічно критикував Кремль за анексію Криму і війну в Україні. У серпні 2014 року взяв участь у визволенні з полону під Маріуполем групи кіровоградських десантників.
Неодноразово виступав на підтримку кримськотатарського народу.
Загинув 31 липня 2018 року разом з двома колегами — режисером Олександром Расторгуєвим та оператором Кирилом Радченком — в Центральноафриканській Республіці, де, за інформацією ЗМІ, знімав фільм про діяльність в цій країні російської приватної військової компанії, відомою як «ПВК Вагнера» і мав намір зняти фільм про золоті копальні, які може почати розробляти компанія, пов'язана з Євгеном Пригожиним.

## Громадянська позиція
Був критиком російської окупації Криму та депортації кримських татар. В ефірі російського каналу НТВ заявив: «Я вам нагадаю, де взялися російськомовні кримчани. Кримських татар виселили в 1944 році, а в їх будинку поселили енкаведистів, що вислужилися».
«Ми ще не встигли прийняти закон, щоб якось обмежити поєднання „Слава Україні!“ …»
«Я особисто від Путіна нічого не чекаю. Я просто чекаю смерті цієї людини з природних причин або, що він в ході революції або громадянської війни буде убитий.»

## Родина
- Батько — Джемаль Гейдар Джахидович (1947—2016), російський ісламський діяч; публіцист, політичний оглядач і коментатор.
- Дружина — Ірина Гордієнко, журналістка.